# 莱克伍德 (俄亥俄州)
莱克伍德（英語：Lakewood）是美国俄亥俄州凱霍加縣下辖的城市，位于伊利湖南岸，始建于1889年，属于大克利夫兰一部，2010年人口52131人。人口密度居俄亥俄州首位，接近于首都华盛顿特区。